# Greg Maddux
Gregory Alan Maddux (ur. 14 kwietnia 1966) – amerykański baseballista, który występował na pozycji miotacza przez 23 sezony w Major League Baseball. Rekordzista pod względem liczby otrzymanych Złotych Rękawic.

## Kariera zawodnicza
Maddux po ukończeniu Valley High School w Las Vegas w 1984 roku został wybrany w drugiej rundzie draftu przez Chicago Cubs. Początkowo grał w klubach farmerskich tego zespołu: w Pikeville Cubs (Rookie), Peoria Chiefs (Class A), Pittsfield Cubs (Double-A) i Iowa Cubs (Triple-A). W MLB zadebiutował 2 września 1986 w meczu przeciwko Houston Astros, w którym zaliczył porażkę, uderzenie i zdobył runa. W 1988 po raz pierwszy wystąpił w Meczu Gwiazd. W 1992 zwyciężył między innymi w klasyfikacji zwycięstw (20) i po raz pierwszy otrzymał nagrodę Cy Young Award dla najlepszego miotacza w National League.
W grudniu 1992 jako wolny agent podpisał pięcioletni kontrakt wart 28,5 miliona dolarów z Atlanta Braves. W sezonie 1995 zagrał w dwóch meczach World Series (1–1 W–L, 2,25 ERA, 16 IP, 1 CG), w których Braves pokonali Cleveland Indians 4–2. W tym samym roku po raz trzeci miał najwięcej zwycięstw w lidze (19, w 1994 16), a w głosowaniu do nagrody MVP National League zajął 3. miejsce za Barrym Larkinem z Cincinnati Reds i Dante Bichette z Colorado Rockies. W sierpniu 1997 stał się najlepiej opłacanym zawodnikiem w MLB, po podpisaniu nowego, siedmioletniego kontraktu wartego 57,5 miliona dolarów.
W marcu 2004 ponownie został zawodnikiem Chicago Cubs. 7 sierpnia 2004 w meczu przeciwko San Francisco Giants zaliczył 300. zwycięstwo, zaś 26 lipca 2005  został trzynastym zawodnikiem w historii Major League Baseball, który zaliczył 3000. strikeout w karierze. W lipcu 2006 w ramach wymiany zawodników przeszedł do Los Angeles Dodgers. Grał jeszcze w San Diego Padres i ponownie w Los Angeles Dodgers, w którym zakończył zawodniczą karierę.

## Późniejszy okres
W latach 2010–2011 był asystentem generalnego menadżera w Chicago Cubs. Od listopada 2011 pełni tę funkcję w Texas Rangers. W marcu 2013 był trenerem miotaczy reprezentacji Stanów Zjednoczonych na turnieju World Baseball Classic. W 2014 został uhonorowany członkostwem w Baseball Hall of Fame.

## Nagrody i wyróżnienia
| Nagroda/wyróżnienie           | Lata                                           | Źródło |
| 8× All-Star                   | 1988, 1992, 1994, 1995, 1996, 1997, 1998, 2000 | [ 2 ]  |
| 18× Gold Glove Award          | 1990–2000, 2001–2008                           | [ 1 ]  |
| Zwycięzca w World Series      | 1995                                           | [ 7 ]  |
| 4× NL Cy Young Award          | 1992–1995                                      | [ 5 ]  |
| Baseball Hall of Fame         | od 2014                                        | [ 14 ] |
| # 31 zastrzeżony przez Cubs   | 2009                                           | [ 15 ] |
| # 31 zastrzeżony przez Braves | 2009                                           | [ 16 ] |